# H.P.올스타즈
H.P.올스타즈(H.P.オールスターズ, Hello! Project All Stars, 헬로! 프로젝트 올스타즈)는 헬로! 프로젝트(모닝구무스메。를 비롯해 모닝구무스메。졸업 멤버, 마츠우라 아야, 헬로! 프로젝트 키즈 등) 총원 46명으로 구성된 팀이다.

## 멤버
각 유닛의 인수 및 멤버는 발매 시점의 것이다.
- 모닝구무스메。(12명)

이이다 카오리, 야구치 마리, 이시카와 리카, 요시자와 히토미, 다카하시 아이, 콘노 아사미, 오가와 마코토, 니이가키 리사, 후지모토 미키, 카메이 에리, 미치시게 사유미, 다나카 레이나
- 솔로 (솔로 유닛 1명을 포함 8명)

나카자와 유코, 아베 나츠미, 야스다 케이, 고토 마키, 이나바 아츠코, 아야카 (코코넛무스메。), 마에다 유키, 마츠우라 아야
- W (2명)

쯔지 노조미, 카고 아이
- 컨트리무스메。(3명)

아사미, 사토다 마이, 미우나
- 메론키넨비 (4명)

사이토 히토미, 무라타 메구미, 오오타니 마사에, 시바타 아유미
- 비유덴 (3명 - 중복 1명 = 2명)

이시카와 리카, 미요시 에리카, 오카다 유이
- 헬로! 프로젝트 키즈 (7명, 후의 ℃-ute)

우메다 에리카, 야지마 마이미, 무라카미 메구미, 나카지마 사키, 스즈키 아이리, 오카이 치사토, 하기와라 마이
- 헬로! 프로젝트 키즈 (Berryz코보) (8명)

시미즈 사키, 츠구나가 모모코, 토쿠나가 치나미, 스도우 마아사, 나츠야키 미야비, 이시무라 마이하, 쿠마이 유리나, 스가야 리사코

## 특징
- 2004년에는 매년 항례의 셔플 유닛이 결성되지 않았기 때문에 (2006년도 마찬가지) 그 대체 유닛으로 취급된다. “ALL FOR ONE & ONE FOR ALL!”의 CD 띠에는 그 취지가 기술되어 있으며 자켓 및 초회반 사진집의 표지에는 셔플 유닛임을 가리키는 디자인 로고가 새겨져 있고 공식 사이트에서도 이 유닛은 셔플 유닛으로 취급되고 있다. 단, 2008년 12월 10일 발매의 “메가베스트”시리즈에서는 “셔플 유닛 메가베스트”는 아니고 “스페셜 유닛 메가베스트”에 수록되고 있다.
- “ALL FOR ONE & ONE FOR ALL!”은 다음과 같은 헬로! 프로젝트 가입순에 따라 구성된 멤버들의 메들리로 시작된다.
  - 나카자와 · 아베 · 이이다 (모닝구무스메。1기)
  - 야구치 · 야스다 (모닝구무스메。2기)
  - 고토 · 이나바 · 아야카
  - 아사미 · 메론키넨비
  - 이시카와 · 요시자와 · 쯔지 · 카고 (모닝구무스메。4기)
  - 마에다 · 마츠우라
  - 다카하시 · 콘노 · 오가와 · 니이가키 (모닝구무스메。5기)
  - 후지모토 · 사토다
  - 헬로! 프로젝트 키즈 (현 ℃-ute)
  - Berryz코보
  - 카메이 · 미치시게 · 다나카 (모닝구무스메。6기 - 1인 제외)
  - 미우나 · 미요시 · 오카다

- 또한 후렴 전의 솔로는 마츠우라 · 아베 · 카고 · 고토 · 쯔지 · 이시카와 · 후지모토의 인기 멤버에게 할당되어 있다.

- “ALL FOR ONE & ONE FOR ALL!”은 헬로! 프로젝트 콘서트 최종곡으로 사용된다.
- 의상은 여고생의 교복같은 모양으로 그룹별로 의상이 다르다. 하의는 비유덴이 체크 무늬의 긴 바지, Berryz코보가 체크 무늬의 반바지, 그 외 멤버는 체크 무늬의 미니스커트이다.

## 모이지 않는 "올스타즈"
- H.P.올스타즈였던 아베 나츠미의 5년에 걸친 표절 사건이 곡 발매 직전인 2004년 11월 말에 발각되어, 아베 나츠미의 연예 활동 자숙 2개월이라는 사태가 되어, 46명 전원으로 곡을 피로(披露)한 것은 채 몇 번이 되지 않는다. 아베를 포함해 46명으로 출연한 것은 싱글 발매 전에 방송된 팝잼과 하로모니。두 번뿐이었다. 우타방에도 출연하였지만 이 때는 일부 사정상 출연하지 못한 멤버가 몇 명 있다. 이후 실질적인 45명으로 TV (방송에 따라 출연하지 못한 멤버도 있다) 및 하로프로 콘서트에 출연하였다.
- 그 중에서도 싱글 발매일인 2004년 12월 1일에 방송된 “2004 FNS 가요제”에 출연했을 때는 아베 나츠미의 표절 사건에 대한 사죄 코멘트를 아베 본인이 없는 상태에서 나카자와 유코가 아베를 대신하여 발표하여, 아베와 뮤지컬 출연 때문에 불참한 무라카미와 하기와라를 제외한 43명 전원이 머리를 깊이 숙여 사죄한 후 노래를 부르게 되었다. 그 이틀 후인 3일에는 “뮤직스테이션”에 아베를 제외한 45명이 출연하였으며, 또 그 이틀 후인 5일에는 Hello! Project SPORTS FESTIVAL 2004(사이타마 슈퍼 아레나)의 개회식 전에 다시 나카자와 유코를 비롯한 45명 전원이 머리를 깊이 숙여 사죄하였다.

### 텔레비전 출연
1년에 두 번 개최되는 헬로! 프로젝트 콘서트와 비정기적으로 개최되는 Hello! Project SPORTS FESTIVAL 이외에는 따로따로 활동하던 멤버 전원의 스케줄을 맞추는 것은 처음부터 어려운 일이라고 생각된다. 사실, 전술한 사건이 발생한 전후의 텔레비전 방송 출연에 있어서도
- 팝잼 (NHK 종합 텔레비전, 2004년 11월 19일 방송)：46명 전원이 출연하였다.
- 우타방 (도쿄 방송 계열, 2004년 11월 25일 방송)：나카자와 유코 · 마에다 유키 · 컨트리무스메。의 3명 · W의 카고 아이 · 헬로! 프로젝트 키즈 중에서 무라카미 메구미 · 스즈키 아이리 · 오카이 치사토 · 하기와라 마이의 4명 (모두 현재의 ℃-ute) 등 총 10명이 불참하여, 36명이 출연하였다.
- 하로모니。(테레비도쿄 계열, 2004년 11월 28일 방송)：노래 수록은 46명 전원이 출연하였지만 그 후 방송된 “제1회 하로프로 초감사제 SP”에서는 헬로! 프로젝트 키즈 중에서 Berryz코보 이외의 7명 (현재의 ℃-ute) 이 불참하여 39명이 출연하였다.
- 2004 FNS 가요제 (후지테레비 계열, 2004년 12월 1일 방송)：아베 나츠미 · 무라카미 메구미 · 하기와라 마이를 제외한 43명이 출연하였다.
- 뮤직스테이션 (테레비아사히 계열, 2004년 12월 3일 방송)：위와 같음

이러한 상황으로, 오리지널 46명 전원으로 노래 수록을 한 방송은 프로듀서인 층쿠♂가 사회를 맡은 “팝잼”과, 하로프로에 있어서는 “홈”이라고도 할 수 있는 “하로모니。”의 두 번뿐이었다.

### 그 후의 "올스타즈"

#### 2005년
- 5월 1일 - 모닝구무스메。제7기 멤버로 쿠스미 코하루가 가입하였다.
- 6월 11일 - 헬로! 프로젝트 키즈로 활동하고 있던 나머지 멤버 7명이 ℃-ute란 유닛을 결성하였다.
- 7월 - 이 때 개최된 헬로! 프로젝트 콘서트에서도 “ALL FOR ONE & ONE FOR ALL!”을 불렀지만 이것은 “헬로! 프로젝트 전원(“Hello! Project All Cast”)”이라고 표기 되어 있다(이 때 야구치 마리는 사회자였기 때문에 불참).
- 10월 2일 - Berryz코보 콘서트 최종일을 기해 이시무라 마이하가 헬로! 프로젝트를 졸업하여, 오리지널 멤버 46명의 가창이 부활할 가능성은 사라졌다.

#### 2006년
- 1월 2일 - 헬로! 프로젝트 콘서트 첫날부터 하로프로에그에서 아리하라 칸나가 ℃-ute의 신멤버로 가입하였다.
- 3월 19일 - 사이타마 슈퍼 아레나에서 개최된 “Hello! Project SPORTS FESTIVAL 2006”의 미니 라이브에서 모닝구무스메。의 곡인 “ここにいるぜぇ!”를 H.P.올스타즈 명의로 불렀다. 단 팬클럽 한정으로 발매된 DVD 수록시에는 간단히 “전원”이라고만 표기되어 있다.
- 7월 23일 - 헬로! 프로젝트 콘서트 최종일을 기해 콘노 아사미가 헬로! 프로젝트를 졸업하였다.
- 10월 31일 - 무라카미 메구미가 헬로! 프로젝트를 탈퇴하였다.
- 12월 10일 - 모닝구무스메。제8기 멤버로 미츠이 아이카가 가입하였다.

#### 2007년
- 1월 28일 - 아사미와 미우나가 “Hello! Project 2007 Winter ~집결! 10th Anniversary~”의 최종일을 기해 헬로! 프로젝트를 졸업하였다. 이 콘서트의 마지막에도 “ALL FOR ONE & ONE FOR ALL!”이 불렸다. 그리고 이 라이브에서는 야구치 마리가 모닝구무스메。탈퇴 후 오랜만에 이 곡에 참가하였다.
- 3월 15일 - 모닝구무스메。제8기 유학생 멤버로 쥰쥰과 링링이 가입하였다.
- 3월 26일 - 카고 아이가 두 번째 흡연 행위로 인해 소속 사무소로부터 계약이 해제되었다.
- 7월 15일 - 콘노 아사미가 헬로! 프로젝트의 활동을 재개하였다.
- 9월 12일 - 하로프로에그의 코레나가 미키, 노토 아리사, 마노 에리나, 센고쿠 미나미, 사와다 유리, 무토 미카가 온가쿠갓타스에 가입하였다.
- 10월 28일 - 고토 마키가 남동생 유우키에 의한 불상사를 받아 헬로! 프로젝트를 졸업하였다.

#### 2008년
- 3월 29일 - 하로프로에그였던 마노 에리나가 헬로! 프로젝트의 정식 멤버로 승격했다.
- 4월 12일 - 하로프로칸사이로 활동하고 있던 4명이 SI☆NA로 데뷔 예정이란 것을 발표했다.
- 4월 30일 - 아야카의 졸업으로 코코넛무스메가 해산되었으며, 무토 미카가 졸업하였다.
- 6월 29일 - 비유덴이 단독 콘서트 투어 마지막날을 끝으로 해산하였다.
- 9월 20일 - 5월부터 개최된 하로프로 New Star 대만 오디션에서 6명으로 합격하였다. 11월부터 일본으로 방문해 트레이닝 시작 할 예정이다.
- 12월 26일 - 하로프로 New Star 오디션 합격자들이 아이스크림무스메。란 유닛을 결성해 대만에서 다음 달 1월에 정식으로 데뷔 예정이란 것을 발표했다. 그 후, 특별상을 받은 최연소 멤버 2명은 프란시스&아이코란 유닛을 결성하였다.

#### 2009년
- 3월 9일 - 층쿠♂와 Berryz코보의 시미즈 사키, ℃-ute의 야지마 마이미가 한국으로 방문해 4월 말부터 “對 동경소녀”라는 Mnet에서 하로프로 한국인 멤버 오디션을 개최되었다(5월 말에 최종 후보 발표).
- 3월 31일 - 엘더클럽 전 멤버들이 헬로! 프로젝트를 전원 졸업하였다.
  - 엘더클럽 소속 멤버 : 나카자와 유코, 이이다 카오리, 아베 나츠미, 야스다 케이, 야구치 마리, 이시카와 리카, 요시자와 히토미, 쯔지 노조미, 콘노 아사미, 오가와 마코토, 후지모토 미키, 이나바 아츠코, 사토다 마이 (컨트리무스메。), 메론키넨비, 마에다 유키, 마츠우라 아야, 미요시 에리카, 오카다 유이, 온가쿠갓타스
- 4월 1일 - 엘더클럽 졸업 이후, 헬로! 프로젝트 외 3개의 팬클럽(M-line club, 마츠우라 아야, 메론키넨비)으로 나뉜다.
- 4월 4일 - 하로프로에그의 와다 아야카, 마에다 유카, 후쿠다 카논, 오가와 사키가 신유닛 스마이레지(당초의 표기는 영문자로「S/mileage」)를 결성하였다(그 후, 2010년 3월 27일에 헬로! 프로젝트의 정식 멤버로 승격).
- 6월 21일 - 하로프로 한국인 멤버 오디션에서 장다연이 유일하게 합격하였다.
- 7월 9일 - 아리하라 칸나가 헬로! 프로젝트를 탈퇴하였다.
- 7월 25일 - SI☆NA의 나카야마 나나가 학업에 전념하기 위해 공연 활동 끝으로 헬로! 프로젝트를 졸업하였다.
- 8월 30일 - 하로프로에그의 사와다 유리가 헬로! 프로젝트를 졸업하였다.
- 9월 14일 - 프란시스&아이코가 유닛명「다샤오제」로 개명해 대만에서 9월 15일에 정식으로 데뷔 예정이란 것을 발표했다.
- 9월 23일 - 하로프로에그의 노토 아리사가 헬로! 프로젝트를 졸업하였다(졸업 후, 업프런트에그로 이적).
- 10월 25일 - ℃-ute 콘서트 최종일을 기해 우메다 에리카가 헬로! 프로젝트를 졸업하였다.
- 12월 6일 - 모닝구무스메。콘서트 최종일에 기해 쿠스미 코하루가 헬로! 프로젝트를 졸업하였다(그 후, 2010년 7월 1일에 M-line club의 가입이 발표).

#### 2010년
- 11월 - 아이스크림무스메。가 공식 사이트의 아티스트 일람에서 삭제되어 헬로! 프로젝트를 이탈하였다.
- 12월 15일 - 모닝구무스메。콘서트 최종일에 기해 카메이 에리와 쥰쥰, 링링이 헬로! 프로젝트를 졸업하였다.
- 12월 21일 - 하로프로에그의 센코쿠 미나미가 연수과정 수료로 인해 헬로! 프로젝트를 졸업하였다.

#### 2011년
- 1월 2일 - 모닝구무스메。제9기 멤버로 후쿠무라 미즈키와 이쿠타 에리나, 사야시 리호, 스즈키 카논이 가입하였다.
- 4월 17일 - SI☆NA 멤버 3명이 그룹 해산과 함께 헬로! 프로젝트를 탈퇴하였다.
- 8월 14일 - 스마이레지의 서브멤버로 나카니시 카나와 코스가 후유카(9월 9일 이탈), 타케우치 아카리, 카츠다 리나, 타무라 메이미가 가입하였다(그 후, 10월 16일에 정멤버가 되었다).
- 8월 27일 - 스마이레지 싱글 발매기념 이벤트에 기해 오가와 사키가 헬로! 프로젝트를 졸업하였다.
- 9월 29일 - 모닝구무스메。제10기 멤버로 이이쿠보 하루나와 이시다 아유미, 사토 마사키, 쿠도 하루카가 가입하였다.
- 9월 30일 - 모닝구무스메。콘서트 최종일에 기해 다카하시 아이가 헬로! 프로젝트를 졸업하였다(그 후, 10월 3일에 M-line club의 가입이 발표).
- 12월 31일 - 마에다 유카가 헬로! 프로젝트를 졸업하였다.

#### 2012년
- 5월 18일 - 모닝구무스메。콘서트 최종일에 기해 니이가키 리사와 미츠이 아이카가 모닝구무스메。를 졸업하였다. 니이가키는 헬로! 프로젝트와 동시 졸업, 미츠이는 헬로! 프로젝트 멤버로서 재적한다(그 후, 니이가키는 5월 21일에 M-line club의 가입이 발표).
- 5월 - 다샤오제가 공식 사이트의 아티스트 일람에서 삭제되어 헬로! 프로젝트를 이탈하였다.
- 9월 14일 - 모닝구무스메。제11기 멤버로 하로프로 연수생(구.하로프로에그)의 오다 사쿠라가 가입하였다.

#### 2013년
- 2월 3일 - 마노 에리나가 헬로! 프로젝트를 졸업하였다(그 후, 3월에 M-line club의 가입이 발표).
- 2월 25일 - 하로프로 연수생(구.하로프로에그)의 카나자와 토모코, 다카기 사유키, 오오츠카 아이나, 미야모토 카린, 우에무라 아카리의 5명과 미야자키 유카가 신유닛 Juice=Juice를 결성하였다.
- 5월 21일 - 모닝구무스메。콘서트 최종일에 기해 다나카 레이나가 헬로! 프로젝트를 졸업하였다(그 후, 5월 22일에 밴드 LoVendoЯ 멤버로서 M-line club의 가입이 발표).
- 7월 5일 - 오오츠카 아이나가 헬로! 프로젝트를 탈퇴하였다.

#### 2014년
- 9월 30일 - 모닝구무스메。제12기 멤버로 오가타 하루나와 노나카 미키, 마키노 마리아, 하가 아카네가 가입하였다.
- 10월 4일 - 스마이레지 제3기 멤버로 하로프로 연수생(구.하로프로에그)의 무로타 미즈키와 아이카와 마호, 사사키 리카코가 가입하였다.
- 11월 5일 - 컨트리무스메。신멤버로 Berryz코보의 츠구나가 모모코와 야마키 리사, 이나바 마나카, 모리토 치사키, 시마무라 우타, 오제키 마이가 가입하였다. 동시에 그룹명「컨트리걸즈」로 개명하였다.
- 11월 26일 - 모닝구무스메。콘서트 최종일에 기해 미치시게 사유미가 헬로! 프로젝트를 졸업하였다.
- 12월 17일 - 스마이레지가 그룹명「안주루무」로 개명하였다.

#### 2015년
- 1월 2일 - 하로프로 연수생(구.하로프로에그)의 후지이 리오, 히로세 아야카, 노무라 미나미, 오가와 레나, 하마우라 아야노, 타구치 나츠미, 와다 사쿠라코, 이노우에 레이가 신유닛 코부시팩토리를 결성하였다.
- 3월 3일 - Berryz코보가 일본 무도관에서 마지막 콘서트 끝으로 무기한 활동 정지를 했다(이후, 츠구나가를 제외한 멤버 6명이 헬로! 프로젝트를 졸업[1], 스도우와 쿠마이는 4월 30일, 나츠야키는 신그룹(후의 PINK CRES.)으로서 2016년 5월 20일, 시미즈는 2017년 8월 24일에 M-line club의 가입이 발표).
- 4월 29일 - 하로프로 연수생(구.하로프로에그)의 오가타 리사, 야마기시 리코, 니이누마 키소라, 타니모토 아미, 키시모토 유메노, 아사쿠라 키키가 신유닛 츠바키팩토리를 결성하였다.
- 6월 12일 - 시마무라 우타가 소속 사무소로부터 계약이 해제되었다.
- 11월 5일 - 컨트리걸즈 신멤버로 하로프로 연수생(구.하로프로에그)의 야나가와 나나미와 후나키 무스부가 가입하였다.
- 11월 11일 - 안주루무 제4기 멤버로 카미코쿠료 모에가 가입하였다.
- 11월 29일 - 안주루무 콘서트 최종일에 기해 후쿠다 카논이 헬로! 프로젝트를 졸업하였다.

#### 2016년
- 5월 30일 - 안주루무 콘서트 최종일에 기해 타무라 메이미가 헬로! 프로젝트를 졸업하였다.
- 5월 31일 - 모닝구무스메。콘서트 최종일에 기해 스즈키 카논이 헬로! 프로젝트를 졸업하였다.
- 7월 16일 - 안주루무 제5기 멤버로 하로프로 연수생(구.하로프로에그)의 카사하라 모모나가 가입하였다.
- 8월 4일 - 이나바 마나카가 컨트리걸즈를 졸업하였다(졸업 후, 활동 휴지).
- 8월 13일 - 츠바키팩토리 신멤버로 하로프로 연수생(구.하로프로에그)의 오노 미즈호, 오노다 사오리, 아키야마 마오가 가입하였다.
- 12월 12일 - 모닝구무스메。제13기 멤버로 하로프로 연수생(구.하로프로에그)의 카가 카에데와 요코야마 레이나가 가입하였다.

#### 2017년
- 6월 12일 - ℃-ute가 사이타마 슈퍼 아레나에서 마지막 콘서트 끝으로 그룹을 해산했다(이후, 멤버 전원 헬로! 프로젝트를 졸업, 7월 10일에 하기와라를 제외한 4명이 M-line club의 가입이 발표).
- 6월 26일 - 컨트리걸즈 멤버 중 모리토 치사키가 모닝구무스메。, 야나가와 나나미가 Juice=Juice, 후나키 무스부는 안주루무에 이적하고, 그룹을 겸임했다. 동시에 하로프로 연수생(구.하로프로에그) 중 안주루무 제6기 멤버로 카와무라 아야노, Juice=Juice 신멤버로 단바라 루루가 가입하였다. 그리고 연수생의 이치오카 레이나가 신그룹 리더에 취임(신그룹명과 멤버는 미정), 타카세 쿠루미와 키요노 모모히메는 앞으로 개시 예정인 연극을 하는 신섹션에서 활동할 방침이 발표했다[2].
- 6월 30일 - 본인 라스트 라이브를 기해 츠구나가 모모코가 헬로! 프로젝트를 졸업하였다.
- 7월 6일 - 후지이 리오가 소속 사무소로부터 계약이 해제되었다.
- 9월 6일 - 오가와 레나가 헬로! 프로젝트를 졸업하였다.
- 9월 8일 - 이나바 마나카가 솔로로서 활동을 재개하였다.
- 12월 6일 - 타구치 나츠미가 소속 사무소로부터 계약이 해제되었다.
- 12월 11일 - 모닝구무스메。콘서트 최종일에 기해 쿠도 하루카가 헬로! 프로젝트를 졸업하였다(그 후, 12월 8일에 M-line club의 가입이 발표).
- 12월 31일 - 아이카와 마호가 헬로! 프로젝트를 졸업하였다.

#### 2018년
- 6월 11일 - 하로프로 연수생(구.하로프로에그) 중 이치오카 레이나 신그룹 추가 멤버로 니시다 시오리, 시마쿠라 리카, 에구치 사야, 신섹션 추가 멤버로 마에다 코코로, 야마자키 유하네, 오카무라 미나미가 가입하였다.
- 6월 13일 - Juice=Juice 신멤버로 이나바 마나카가 가입하였다.
- 10월 19일 - 두 그룹의 그룹명을 이치오카 레이나 신그룹은 CHICA#TETSU, 신섹션 그룹은 아메노모리 카와우미, 그리고「헬로! 프로젝트 "ONLY YOU" 오디션」합격자의 멤버(후의 SeasoningS)도 합류해, BEYOOOOONDS로 결정되었다.
- 11월 3일 - 미츠이 아이카가 헬로! 프로젝트를 졸업하였다.
- 11월 23일 - 안주루무 제7기 멤버로 오오타 하루카, 이세 레이라가 가입하였다.
- 11월 30일 - 사야시 리호가 헬로! 프로젝트를 졸업하였다(12월 7일 공식 발표).
- 12월 3일 - BEYOOOOONDS 신멤버로 히라이 미요, 코바야시 호노카, 사토요시 우타노가 가입하였다(후의 SeasoningS).
- 12월 16일 - 모닝구무스메。콘서트 최종일에 기해 이이쿠보 하루나가 헬로! 프로젝트를 졸업하였다(그 후, 12월 17일에 M-line club의 가입이 발표).

#### 2019년
- 3월 11일 - Juice=Juice & 컨트리걸즈 라이브에 기해 야나가와 나나미가 헬로! 프로젝트를 졸업하였다.
- 6월 14일 - Juice=Juice 신멤버로 하로프로 연수생 홋카이도의 쿠도 유메, 하로프로 연수생(구.하로프로에그)의 마츠나가 리아이가 가입하였다.
- 6월 17일 - Juice=Juice 콘서트 최종일에 기해 미야자키 유카가 헬로! 프로젝트를 졸업하였다(그 후, 7월 10일에 M-line club의 가입이 발표).
- 6월 18일 - 안주루무 콘서트 최종일에 기해 와다 아야카가 헬로! 프로젝트를 졸업하였다.
- 6월 22일 - 모닝구무스메。제15기 멤버로 키타가와 리오와 오카무라 호마레, 야마자키 메이가 가입하였다.
- 7월 3일 - 안주루무 제8기 멤버로 하로프로 연수생(구.하로프로에그)의 하시사코 린이 가입하였다.
- 9월 25일 - 안주루무 라이브에 기해 카츠다 리나가 헬로! 프로젝트를 졸업하였다(그 후, 10월 1일에 M-line club의 가입이 발표).
- 12월 10일 - 안주루무 라이브 최종일에 기해 나카니시 카나가 헬로! 프로젝트를 졸업하였다.
- 12월 26일 - 컨트리걸즈가 LINE CUBE SHIBUYA에서 콘서트로 활동을 휴지했다. 동시에 야마키 리사와 오제키 마이가 헬로! 프로젝트를 졸업하였다(그 후, 오제키는 2022년 4월 21일에 M-line club의 가입이 발표).

#### 2020년
- 3월 22일 - 헬로! 프로젝트 히나페스 최종일에 기해 무로타 미즈키가 헬로! 프로젝트를 졸업하였다.
- 3월 30일 - 코부시팩토리가 무관중 콘서트로 활동을 종료 및 해산했다(이후, 이노우에를 제외한 멤버 4명이 헬로! 프로젝트를 졸업).
- 4월 1일 - Juice=Juice 신멤버로 이노우에 레이가 가입하였다.
- 11월 2일 - 안주루무 제9기 멤버로 카와나 린, 타메나가 시온, 마츠모토 와카나가 가입하였다.
- 12월 9일 - 안주루무 콘서트를 기해 후나키 무스부가 헬로! 프로젝트를 졸업하였다.
- 12월 10일 - Juice=Juice 콘서트를 기해 미야모토 카린이 헬로! 프로젝트를 졸업하였다(그 후, 12월 11일에 M-line club의 가입이 발표).
- 12월 28일 - 오가타 리사가 츠바키팩토리로서의 활동 종료로 사실상 헬로! 프로젝트로서도 활동 종료하였다(그 후, 2021년 6월 1일에 M-line club의 가입이 발표).

#### 2021년
- 2월 12일 - 타카기 사유키가 Juice=Juice로서의 활동 종료로 사실상 헬로! 프로젝트로서도 활동 종료하였다.
- 3월 7일 - 하로프로 연수생(구.하로프로에그)의 요네무라 키라라, 이시구리 카나미, 쿠보타 나나미, 사이토 마도카가 신그룹을 결성하였다(그룹명은 미정).
- 7월 6일 - 신그룹 신멤버로 하로프로 연수생(구.하로프로에그)의 나카야마 나츠메, 히로모토 루리, 니시자키 미쿠, 키타하라 모모가 가입하였다.
- 7월 7일 - Juice=Juice의 신멤버로 아리사와 이치카, 이리에 리사, 에바타 키사키, 츠바키팩토리의 신멤버로 카사이 유우미, 야기 시오리, 후쿠다 마린, 요후 루노가 가입하였다.
- 11월 15일 - 안주루무 콘서트를 기해 카사하라 모모나가 헬로! 프로젝트를 졸업하였다.
- 11월 24일 - Juice=Juice 콘서트를 기해 카나자와 토모코가 헬로! 프로젝트를 졸업하였다.
- 12월 12일 - 신그룹의 신멤버로 타시로 스미레, 츠츠이 로코가 가입하였다. 동시에 신그룹명을 OCHA NORMA로 결정되었다.
- 12월 13일 - 모닝구무스메。콘서트를 기해 사토 마사키가 헬로! 프로젝트를 졸업하였다(그 후, 2022년 4월 15일에 M-line club의 가입이 발표).
- 12월 30일 - 안주루무 제10기 멤버로 하로프로 연수생(구.하로프로에그)의 히라야마 유키가 가입하였다.

#### 2022년
- 3월 31일 - 오오타 하루카가 소속 사무소로부터 계약 종료로 헬로! 프로젝트를 졸업하였다.
- 5월 30일 - Juice=Juice 콘서트 최종일에 기해 이나바 마나카가 헬로! 프로젝트를 졸업하였다(그 후, 10월 18일에 M-line club의 가입이 발표).
- 6월 20일 - 모닝구무스메。콘서트를 기해 모리토 치사키가 헬로! 프로젝트를 졸업하였다.
- 6월 29일 - 모닝구무스메。의 제16기 멤버로 사쿠라이 리오, Juice=Juice의 신멤버로 이시야마 사쿠라, 엔도 아카리가 가입하였다.
- 12월 10일 - 모닝구무스메。콘서트를 기해 카가 카에데가 헬로! 프로젝트를 졸업하였다.

#### 2023년
- 4월 2일 - 헬로! 프로젝트 히나패스에 기해 아사쿠라 키키가 헬로! 프로젝트를 졸업하였다(그 후, 6월 12일에 M-line club의 가입이 발표).
- 5월 23일 - 모닝구무스메。의 제17기 멤버로 이노우에 하루카, 유미게타 아코, 안주루무의 제11기 멤버로 시모이타니 유키호, 고토 하나, Juice=Juice의 신멤버로 카와시마 미후가 가입하였다. 하로프로 연수생(구.하로프로에그)의 마츠바라 유리야, 오노다 카린, 하시다 호노카, 무라코시 아야나, 우에무라 하스미, 요시다 히노하, 카미무라 레나가 2024년에 데뷔할 예정인 신그룹을 결성하였다(그룹명은 미정).
- 6월 21일 - 안주루무 콘서트를 기해 타케우치 아카리가 헬로! 프로젝트를 졸업하였다(그 후, 7월 14일에 M-line club의 가입이 발표).
- 11월 6일 - 츠바키팩토리 콘서트를 기해 야마기시 리코, 키시모토 유메노가 헬로! 프로젝트를 졸업하였다(그 후, 야마기시가 2024년 1월 9일에 M-line club의 가입이 발표).
- 11월 29일 - 모닝구무스메。콘서트를 기해 후쿠무라 미즈키가 헬로! 프로젝트를 졸업하였다(그 후, 2024년 9월 17일에 M-line club의 가입이 발표).

#### 2024년
- 2월 7일 - 츠바키팩토리의 신멤버로 이시이 미하네, 무라타 유우, 도이 후우카가 가입하였다.
- 3월 1일 - 이치오카 레이나가 헬로! 프로젝트를 졸업하였다.
- 6월 10일 - 츠바키팩토리 콘서트를 기해 니이누마 키소라가 헬로! 프로젝트를 졸업하였다.
- 6월 14일 - Juice=Juice 콘서트를 기해 우에무라 아카리가 헬로! 프로젝트를 졸업하였다(그 후, 11월 11일에 M-line club의 가입이 발표).
- 6월 16일 - 신그룹의 신멤버로 시마카와 하나, 소마 유메가 가입하였다. 동시에 신그룹명을 로지 크로니클로 결정되었다.
- 6월 19일 - 안주루무 콘서트를 기해 사사키 리카코가 헬로! 프로젝트를 졸업하였다.
- 6월 27일 - BEYOOOOONDS 라이브를 기해 야마자키 유하네가 헬로! 프로젝트를 졸업하였다.
- 11월 28일 - 안주루무 콘서트를 기해 카와무라 아야노가 헬로! 프로젝트를 졸업하였다.
- 12월 6일 - 모닝구무스메。콘서트를 기해 이시다 아유미가 헬로! 프로젝트를 졸업하였다(그 후, 12월 20일에 M-line club의 가입이 발표).

#### 2025년
- 3월 11일 - 타시로 스미레가 헬로! 프로젝트를 졸업하였다.
- 3월 21일 - 이시구리 카나미가 헬로! 프로젝트를 졸업하였다.
- 4월 30일 - 츠바키팩토리 콘서트를 기해 야기 시오리가 헬로! 프로젝트를 졸업하였다.
- 6월 9일 - BEYOOOOONDS 라이브를 기해 시마쿠라 리카가 헬로! 프로젝트를 졸업하였다.
- 6월 18일 - 안주루무 콘서트를 기해 카미코쿠료 모에가 헬로! 프로젝트를 졸업하였다.
- 6월 23일 - Juice=Juice의 신멤버로 하야시 니이나가 가입하였다.
- 8월 16일 - 안주루무의 신멤버로 나가노 모모하, 츠바키팩토리의 신멤버로 니시무라 이츠키가 가입하였다.

2025년 8월 현재, 하로프로 연수생(구.하로프로에그)을 제외한 헬로! 프로젝트의 멤버는 67명으로, 당시 H.P.올스타즈에 참가한 46명 중 0명이 재적하고 있으며, 참가하지 않은 멤버가 69명이 재적하고 있다. 이로써, H.P.올스타즈 멤버들은 전원 졸업하였다.

## 음악

### 앨범
1. ALL FOR ONE & ONE FOR ALL! (2004년 12월 1일 발매, 초회반 : EPCE-5343／통상반 : EPCE-5344)
  - 정확히는 이 CD는 싱글이 아닌 “미니 앨범”으로 취급된다.
  - 커플링곡은 H.P.올스타즈 전원이 아닌, 다음 선발된 멤버들이 부른 곡이 2곡 실려있다.
    - 三角関係：이나바 아츠코 · 오오타니 마사에 · 시바타 아유미 · 마츠우라 아야
    - 好きになっちゃいけない人：다나카 레이나 · 무라카미 메구미 · 스즈키 아이리

  - 초회반과 통상반은 자켓이 다르다. 초회반의 자켓은 멤버가 집합사진 풍으로 모여 있으며 100페이지의 사진집이 봉입되어 있다. 통상반의 자켓은 겉면에는 “H,” 뒷면에는 “P”자 형태로 멤버들이 모여서 문자를 만든 사진이 실려있다.

### 컴필레이션 앨범
1. 풋치베스트5 (2004년 12월 22일 발매, EPCE-5340)
2. 헬로! 프로젝트 스폐셜 유닛 메가베스트 (2008년 12월 10일 발매, EPCE-5604~5)

### DVD
1. 풋치베스트5 DVD (2004년 12월 15일 발매, EPBE-5162)

## 헬로! 프로젝트 모베키마스
2011년 9월에 헬로! 프로젝트의 전 멤버(9월 30일 졸업의 다카하시 아이 제외)에서 “헬로! 프로젝트 모베키마스”를 결성해, 동년 11월 26일에 싱글 “ブスにならない哲学”를 발매하였다.

### 멤버
- 모닝구무스메。10기 멤버 결정의 타이밍과 전후 해 작품과의 멤버 구성은 다르지만, 현 단계에서의 공식적인 멤버는 총원 32명(코스가 제외)으로 되어 있다.
- 체크 표시(√)는 CD, PV 양 작품에 참가한 멤버.

2011년 9월 시점
|   |  | 이름            | 생년월일               | 소속           | 비고                                           |
| - |  | --------------- | ---------------------- | -------------- | ---------------------------------------------- |
| √ |  | 니이가키 리사   | 1988년 10월 20일(36세) | 모닝구무스메。 | 2012년 5월 18일 졸업                           |
| √ |  | 미치시게 사유미 | 1989년 7월 13일(36세)  | 모닝구무스메。 | 2014년 11월 26일 졸업                          |
| √ |  | 다나카 레이나   | 1989년 11월 11일(35세) | 모닝구무스메。 | 2013년 5월 21일 졸업                           |
| √ |  | 마노 에리나     | 1991년 4월 11일(34세)  | 솔로           | 2013년 2월 23일 졸업                           |
| √ |  | 시미즈 사키     | 1991년 11월 22일(33세) | Berryz코보     | 2015년 3월 3일 무기한 활동 정지                |
| √ |  | 야지마 마이미   | 1992년 2월 7일(33세)   | ℃-ute          | 2017년 6월 12일 그룹 해산                      |
| √ |  | 츠구나가 모모코 | 1992년 3월 6일(33세)   | Berryz코보     | 2017년 6월 30일 졸업                           |
| √ |  | 토쿠나가 치나미 | 1992년 5월 22일(33세)  | Berryz코보     | 2015년 3월 3일 무기한 활동 정지                |
| √ |  | 스도우 마아사   | 1992년 7월 3일(33세)   | Berryz코보     | 2015년 3월 3일 무기한 활동 정지                |
| √ |  | 나츠야키 미야비 | 1992년 8월 25일(32세)  | Berryz코보     | 2015년 3월 3일 무기한 활동 정지                |
|   |  | 미츠이 아이카   | 1993년 1월 12일(32세)  | 모닝구무스메。 | 댄스 샷 PV는 불참가, 2018년 11월 3일 졸업      |
| √ |  | 쿠마이 유리나   | 1993년 8월 3일(32세)   | Berryz코보     | 2015년 3월 3일 무기한 활동 정지                |
| √ |  | 나카지마 사키   | 1994년 2월 5일(31세)   | ℃-ute          | 2017년 6월 12일 그룹 해산                      |
| √ |  | 스가야 리사코   | 1994년 4월 4일(31세)   | Berryz코보     | 2015년 3월 3일 무기한 활동 정지                |
| √ |  | 스즈키 아이리   | 1994년 4월 12일(31세)  | ℃-ute          | 2017년 6월 12일 그룹 해산                      |
| √ |  | 오카이 치사토   | 1994년 6월 21일(31세)  | ℃-ute          | 2017년 6월 12일 그룹 해산                      |
| √ |  | 와다 아야카     | 1994년 8월 1일(31세)   | 스마이레지     | 2019년 6월 18일 졸업                           |
|   |  | 이이쿠보 하루나 | 1994년 11월 7일(30세)  | 모닝구무스메。 | 레코딩, 쟈켓, PV 불참가, 2018년 12월 16일 졸업 |
| √ |  | 마에다 유카     | 1994년 12월 28일(30세) | 스마이레지     | 2011년 12월 31일 졸업                          |
| √ |  | 후쿠다 카논     | 1995년 3월 12일(30세)  | 스마이레지     | 2015년 11월 29일 졸업                          |
| √ |  | 하기와라 마이   | 1996년 2월 7일(29세)   | ℃-ute          | 2017년 6월 12일 그룹 해산                      |
| √ |  | 후쿠무라 미즈키 | 1996년 10월 30일(28세) | 모닝구무스메。 | 2023년 11월 29일 졸업                          |
|   |  | 이시다 아유미   | 1997년 1월 7일(28세)   | 모닝구무스메。 | 레코딩, 쟈켓, PV 불참가, 2024년 12월 6일 졸업  |
| √ |  | 나카니시 카나   | 1997년 6월 4일(28세)   | 스마이레지     | 2019년 12월 10일 졸업                          |
| √ |  | 이쿠타 에리나   | 1997년 7월 7일(28세)   | 모닝구무스메。 |                                                |
|   |  | 코스가 후유카   | 1997년 11월 19일(27세) | 스마이레지     | PV만 참가, 발매 전(2011년 9월 9일)에 그룹 이탈 |
| √ |  | 타케우치 아카리 | 1997년 11월 23일(27세) | 스마이레지     | 2023년 5월 21일 졸업                           |
| √ |  | 카츠다 리나     | 1998년 4월 6일(27세)   | 스마이레지     | 2019년 9월 25일 졸업                           |
| √ |  | 사야시 리호     | 1998년 5월 28일(27세)  | 모닝구무스메。 | 2018년 12월 7일 졸업                           |
| √ |  | 스즈키 카논     | 1998년 8월 5일(27세)   | 모닝구무스메。 | 2016년 5월 31일 졸업                           |
| √ |  | 타무라 메이미   | 1998년 10월 30일(26세) | 스마이레지     | 2016년 5월 30일 졸업                           |
|   |  | 사토 마사키     | 1999년 5월 7일(26세)   | 모닝구무스메。 | 레코딩, 쟈켓, PV 불참가, 2021년 12월 13일 졸업 |
|   |  | 쿠도 하루카     | 1999년 10월 27일(25세) | 모닝구무스메。 | 레코딩, 쟈켓, PV 불참가, 2017년 12월 11일 졸업 |

### 음악

#### 싱글
1. ブスにならない哲学 (2011년 11월 26일 발매, 초회반 A : EPCE-5821~22 / 초회반 B 모닝구무스메。반 : EPCE-5823 / 초회반 C Berryz코보반 : EPCE-5824 / 초회반 D ℃-ute반 : EPCE-5825 / 초회반 E 마노 에리나반 : EPCE-5826 / 초회반 F 스마이레지반 : EPCE-5827 / 초회반 : EPCE-5828)
  - 커플링 : もしも… (초회반 A · 통상반만) / かっちょ良い歌 (초회반 B~F만)

#### 컴필레이션 앨범
1. 풋치베스트12 (2011년 12월 7일 발매, EPCE-5830)
2. 헬로! 프로젝트의 전곡부터 모았어요! Vol.5 tofubeats편 (2014년 8월 13일 발매, UFCW-1081)

#### DVD
1. 이벤트V「ブスにならない哲学」(2011년 11월 23일 발매, TGBS-6247)
2. 풋치베스트12 DVD (2011년 12월 7일 발매, EPCE-5425)
3. 헬로! 프로젝트☆페스티벌 2011 (2012년 3월 9일 발매, UFBW-1159)

## 하로프로 올스타즈
2018년 8월에 헬로! 프로젝트 탄생 20주년을 기념해, 헬로! 프로젝트의 전 멤버(솔로의 미츠이 아이카, 사야시 리호 제외)에서 “하로프로 올스타즈”를 결성해, 동년 9월 26일에 싱글 “YEAH YEAH YEAH／憧れのStress-free／花、闌の時”를 발매하였다.

### 멤버
2020년 5월 시점
- 모닝구무스메。'18 / '19 / '20 (12명→11명→14명)

후쿠무라 미즈키, 이쿠타 에리나, 이이쿠보 하루나, 이시다 아유미, 사토 마사키, 오다 사쿠라, 노나카 미키, 마키노 마리아, 하가 아카네, 카가 카에데, 요코야마 레이나, 모리토 치사키, 키타가와 리오, 오카무라 호마레, 야마자키 메이
- 안주루무 (12명→11명→12명→11명→10명→9명)

와다 아야카, 나카니시 카나, 타케우치 아카리, 카츠다 리나, 무로타 미즈키, 사사키 리카코, 카미코쿠료 모에, 카사하라 모모나, 후나키 무스부, 카와무라 아야노, 오오타 하루카, 이세 레이라, 하시사코 린
- Juice=Juice (8명→7명→9명→8명→9명)

미야자키 유카, 카나자와 토모코, 타카기 사유키, 미야모토 카린, 우에무라 아카리, 이나바 마나카, 야나가와 나나미, 단바라 루루, 쿠도 유메, 마츠나가 리아이, 이노우에 레이
- 컨트리걸즈 (5명→4명 - 겸임 멤버 3명→2명 = 2명→0명)[주 26]

야마키 리사, 모리토 치사키, 오제키 마이, 야나가와 나나미, 후나키 무스부
- 코부시팩토리 (5명→0명)[주 27]

히로세 아야카, 노무라 미나미, 하마우라 아야노, 와다 사쿠라코, 이노우에 레이
- 츠바키팩토리 (9명)

야마기시 리코, 오가타 리사, 니이누마 키소라, 타니모토 아미, 키시모토 유메노, 아사쿠라 키키, 오노 미즈호, 오노다 사오리, 아키야마 마오
- BEYOOOOONDS (9명→12명)

- CHICA#TETSU (4명)

이치오카 레이나, 시마쿠라 리카, 니시다 시오리, 에구치 사야
- 아메노모리 카와우미 (5명)

타카세 쿠루미, 마에다 코코로, 야마자키 유하네, 오카무라 미나미, 키요노 모모히메
- BEYOOOOONDS (후의 SeasoningS) (3명)

히라이 미요, 코바야시 호노카, 사토요시 우타노

### 음악

#### 싱글
1. YEAH YEAH YEAH／憧れのStress-free／花、闌の時 (2018년 9월 26일 발매, 초회반 : EPCE-7429~30 / 통상반 A 모닝구무스메。'18반 : EPCE-7431 / 통상반 B 안주루무반 : EPCE-7432 / 통상반 C Juice=Juice반 : EPCE-7433 / 통상반 D 컨트리걸즈반 : EPCE-7434 / 통상반 E 코부시팩토리반 : EPCE-7435 / 통상반 F 츠바키팩토리반 : EPCE-7436)
  - 트리플 A 사이드 (A면) / 커플링 : ハロー!ヒストリー

#### 컴필레이션 앨범
1. 풋치베스트19 (2018년 12월 12일 발매, EPCE-7454)

#### 영상 작품
1. 이벤트V「YEAH YEAH YEAH／花、闌の時」(2018년 10월 20일 발매, TGBS-10732)
2. 풋치베스트19 Blu-ray Disc (2018년 12월 12일 발매, EPXE-5146)
3. 하로프로 올스타즈 싱글 발매 기념 이벤트 ~팀 대항가합전~ (2019년 3월 27일 발매, DVD : EPBE-5588 / Blu-ray : EPXE-5149)

## 같이 보기
- 헬로! 프로젝트
- 헬로! 프로젝트 셔플 유닛

### 내용주
1. ↑  2023년 11월 29일 졸업.
2. ↑  2018년 12월 16일 졸업.
3. ↑  2024년 12월 6일 졸업.
4. ↑  2021년 12월 13일 졸업.
5. ↑  2022년 12월 10일 졸업.
6. 1 2  2022년 6월 20일 졸업.
7. 1 2 3 4 5 6  2020년 5월 24일, 유튜브에서 개최된 텔레워크 합창「でっかい宇宙に愛がある」에만 참가.
8. ↑  2019년 6월 18일 졸업.
9. ↑  2019년 12월 10일 졸업.
10. ↑  2023년 6월 21일 졸업.
11. ↑  2019년 9월 25일 졸업.
12. ↑  2020년 3월 22일 졸업.
13. ↑  2024년 6월 19일 졸업.
14. ↑  2021년 11월 15일 졸업.
15. 1 2  2020년 12월 9일 졸업.
16. 1 2 3 4 5  2019년 4월 20일 · 21일, 메쿠하리 멧세에서 개최된「하로프로 올스타즈 싱글 발매기념 이벤트 ~봄의 개별 악수회~ & ~Hello! Project 20th Anniversary!! After Party~」에서만 참가.
17. ↑  2020년 10월 13일 그룹 활동 종료.
18. ↑  2022년 3월 31일, 소속사 계약 종료.
19. ↑  2019년 6월 17일 졸업.
20. ↑  2021년 11월 24일 졸업.
21. ↑  2021년 2월 12일 활동 종료.
22. ↑  2020년 12월 10일 졸업.
23. ↑  2024년 6월 14일 졸업.
24. 1 2  2019년 3월 11일 졸업.
25. 1 2  2020년 4월 1일, Juice=Juice에 가입.
26. 1 2 3  2019년 12월 26일 그룹 활동 휴지. 이 중 야마키와 오제키는 그룹 활동 휴지와 동시에 헬로! 프로젝트를 졸업.
27. 1 2 3 4 5  2020년 3월 30일 그룹 활동 종료. 이 중 히로세와 노무라, 하마우라, 와다(사)는 그룹 활동 종료 동시에 헬로! 프로젝트를 졸업.
28. 1 2  2023년 11월 6일 졸업.
29. ↑  2020년 12월 28일 활동 종료.
30. ↑  2024년 6월 10일 졸업.
31. ↑  2023년 4월 2일 졸업.
32. ↑  2024년 3월 1일 졸업.
33. ↑  2024년 6월 27일 졸업.